# Miljoenennota 2016

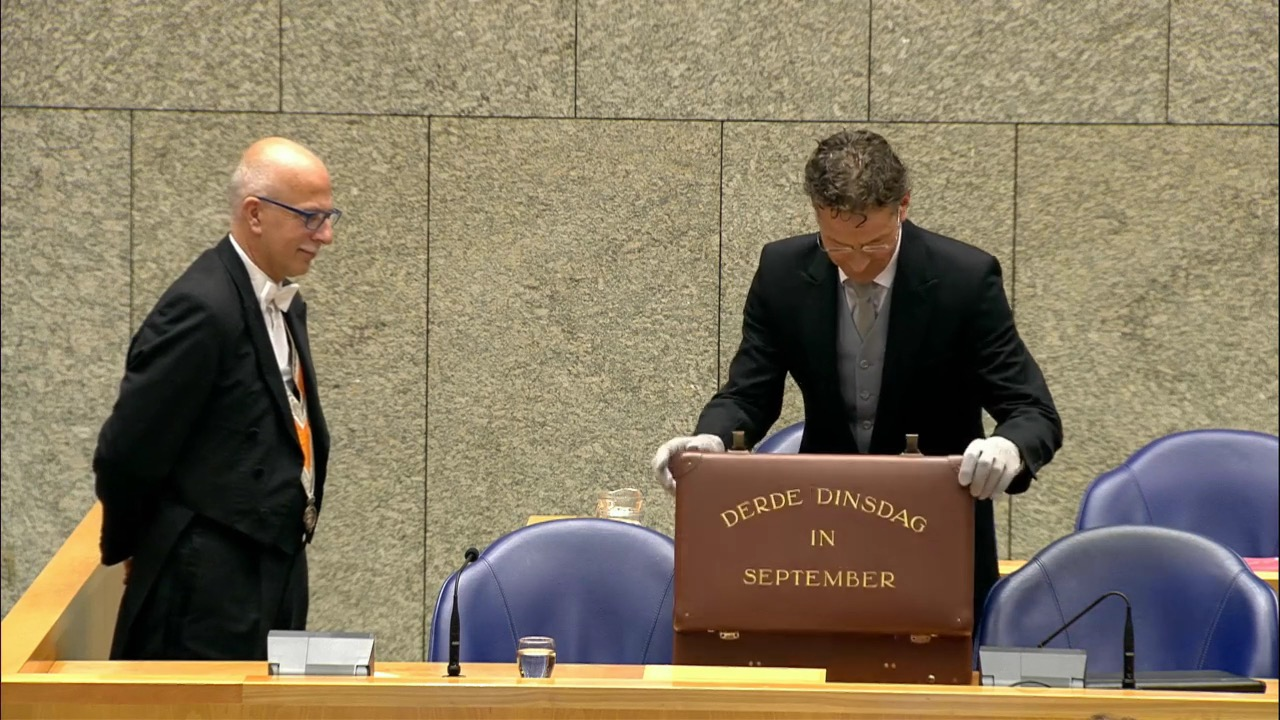
Minister Jeroen Dijsselbloem biedt het koffertje met de miljoenennota aan aan de Tweede Kamer op Prinsjesdag 2015.

De miljoenennota 2016 is een algemene toelichting van de Nederlandse regering op de verwachte inkomsten en de uitgaven in de Nederlandse Rijksbegroting voor het jaar 2016, zoals deze bekend worden gemaakt op Prinsjesdag 2015.
In de miljoenennota 2016 worden de belangrijkste plannen van het kabinet voor het jaar 2016 besproken. Hierbij wordt ingegaan op de invloed van deze plannen op de burgers en de bedrijven. Ook wordt in de Miljoenennota de algemene toestand van de Nederlandse economie besproken. Een belangrijk onderwerp zijn de overheidsfinanciën. Er wordt aangegeven hoe groot het tekort is en hoe dit zal worden gefinancierd.

## Geraamde uitgaven (in miljarden euro's)
| Geraamde uitgaven                                   | Bedrag |
| --------------------------------------------------- | ------ |
| Sociale Zekerheid en Arbeidsmarkt                   | 78,1   |
| Zorg                                                | 74,6   |
| Onderwijs, Cultuur en Wetenschap                    | 34,0   |
| Gemeente- en Provinciefonds en BTW-compensatiefonds | 23,2   |
| Veiligheid en Justitie                              | 9,9    |
| Buitenlandse Zaken / Internationale Samenwerking    | 9,9    |
| Infrastructuur en Milieu                            | 8,1    |
| Rentelasten                                         | 7,8    |
| Defensie                                            | 7,5    |
| Economische Zaken                                   | 4,4    |
| Wonen en Rijksdienst                                | 3,1    |
| Financiën                                           | 1,2    |
| Binnenlandse Zaken en Koninkrijksrelaties           | 0,8    |
| Overig                                              | -0,4   |
| Totaal                                              | 262,1  |

Hiervan moeten nog de gasbaten van 5,7 miljard (die aan de uitgavenkant als niet-belastingontvangst zijn opgenomen) worden afgetrokken, zodat de totale Rijksuitgaven in 2016 naar verwachting 256,4 miljard euro bedragen.

## Raming van de belasting- en premieontvangsten (in miljarden euro)
De totale inkomsten worden voor 2016 geraamd op 253,5 miljard euro. 
| Geraamde belasting- en premieontvangst              | Bedrag |
| --------------------------------------------------- | ------ |
| Indirecte belastingen                               | 78,4   |
| Directe belastingen                                 | 70,0   |
| Totaal belastingen                                  | 148,4  |
| Aansluiting op EMU-basis                            | 0,5    |
| Premies volksverzekeringen                          | 42,3   |
| Premies werknemersverzekeringen                     | 57,1   |
| Totaal belasting- en premieontvangsten op EMU-basis | 253,5  |

## Geraamd tekort (in miljarden euro)
Het begrotingstekort wordt geraamd op 10,5 miljard euro oftewel 1,5% van het bbp.
| Geraamd tekort                     | Bedrag |
| ---------------------------------- | ------ |
| Totaal uitgaven Rijksoverheid      | 262,1  |
| Totaal inkomsten Rijksoverheid     | 253,5  |
| Verschil (EMU-saldo Rijksoverheid) | 8,6    |
| EMU-saldo lokale overheid          | 1,9    |
| Tekort (op EMU-basis)              | 10,5   |